# Martial Champion
Martial Champion (マーシャルチャンピオン?) es un videojuego de lucha publicado por Konami, originalmente como arcade, en 1993. Es el tercer juego de lucha de Konami después de lanzar Yie Ar Kung-fu y Galactic Warriors en 1985 y Yie Ar Kung-Fu II en 1986, siendo además su primer título de dicho género tras el éxito deStreet Fighter II, el arcade de lucha de Capcom.